# Cantón de Le Puy-en-Velay-Sureste
El cantón de Le Puy-en-Velay-Sureste fue una división administrativa francesa, que estaba situada en el departamento de Alto Loira y la región de Auvernia.

## Composición
El cantón estaba formado por dos comunas más una fracción de la comuna que le da su nombre:
- Arsac-en-Velay
- Coubon
- Le Puy-en-Velay (fracción)

## Supresión del cantón de Le Puy-en-Velay-Sureste
En aplicación del Decreto nº 2014-162 de 17 de febrero de 2014, el cantón de Le Puy-en-Velay-Sureste fue suprimido el 22 de marzo de 2015 y sus 3 comunas pasaron a formar parte del nuevo cantón de Le Puy-en-Velay-4.